# Nadežda Smirnova
Nadežda Vladimirovna Smirnova (in russo Надежда Владимировна Смирнова?; Sergiev Posad, 22 febbraio 1996) è una calciatrice russa, centrocampista del CSKA Mosca e della nazionale russa.

## Carriera

### Club
Nata a Sergiev Posad, iniziò a giocare a calcio all'età di quattordici anni. Nel 2015 era parte della rosa dello  Zorkij Krasnogorsk e facendo il suo esordio nell'edizione 2015-2016 della UEFA Women's Champions League: disputò sia la gara di andata sia la gara di ritorno dei sedicesimi di finale contro l'Atletico Madrid. Nella stagione successiva firmò un contratto con il Rossijanka, per poi trasferirsi al CSKA Mosca nella seconda parte della stagione.

### Nazionale
Nel 2013 fece il suo esordio con la maglia della nazionale russa under-19 nelle partite del primo turno delle qualificazioni al campionato europeo di categoria 2014. Con la nazionale under-19 disputò 18 partite, realizzando 7 reti. Nel 2016 esordì con la nazionale maggiore in occasione dell'Algarve Cup 2016. Dopo aver disputato pochi minuti in due sole partite nelle qualificazioni al campionato europeo 2017, è stata convocata dalla selezionatrice Elena Fomina per fare parte della squadra partecipante al campionato europeo 2017. Ha esordito al campionato europeo nella prima partita, vinta per 2-1 contro l'Italia, venendo schierata titolare.

## Palmarès

### Club
- Campionato russo: 2

CSKA Mosca: 2019, 2020
- Coppa di Russia: 3

CSKA Mosca: 2017, 2022, 2023